# Gorytes laticinctus
Espèce
Gorytes laticinctus est une espèce d'insectes de l'ordre des hyménoptères, de la famille des crabronidés.

## Liste des sous-espèces
Selon Catalogue of Life (19 juillet 2015) :
- sous-espèce Gorytes laticinctus koreanus (Handlirsch, 1888)